# Neoaleurodes clandestinus
Neoaleurodes clandestinus là một loài côn trùng cánh nửa trong họ Aleyrodidae, phân họ Aleyrodinae.
Neoaleurodes clandestinus được Bondar miêu tả khoa học đầu tiên năm 1923.